# Гіпсово-глиниста шапка
Гіпсово-глиниста шапка — елювіальна товща соленосних відкладів. Наявність гіпсово-глинистої шапки на поверхні є характерною ознакою соленосних покладів в даному районі. Її формування тісно пов'язано з процесами зміни хімічного і мінералогічного складу солей, які відбуваються внаслідок дії підземних вод, або мінералізованих розчинів на соленосні поклади.